# Johann Bernoulli
Johann Bernoulli (Basel, 6. kolovoza 1667. – Basel, 1. siječnja 1748.), švicarski matematičar. Otac Daniela Bernoullija i brat Jacoba Bernoullija. Od 1695. profesor matematike u Groningenu, od 1705. u Baselu. Usko surađivao s bratom Jakobom i mnoge su radove objavili zajedno. Razvijao teoriju računa varijacija, istraživao geodetske linije na plohama. Riješio tip diferencijalnih jednadžbi koje su nazvane po njemu i bratu.

## Račun varijacija
Račun varijacija je grana matematičke analize koja se bavi problemom egzistencije, jedinstvenosti i određivanja funkcija koje zadanomu funkcionalu daju ekstremnu vrijednost. Funkcional je realna funkcija koja ovisi o jednoj funkciji ili više funkcija zadanih svojstava kao neovisnih varijabli, npr. F(f) = f(0), gdje je f bilo koja neprekidna funkcija definirana na intervalu (–1, 1). Problematika računa varijacija srodna je problematici određivanja ekstrema funkcije, s tom razlikom što je pri određivanju ekstrema riječ o određivanju vrijednosti argumenta za koji funkcija poprima ekstrem, dok se u računu varijacija traže funkcije određenih svojstava koje promatranomu funkcionalu daju ekstremnu vrijednost.
Račun varijacija kao matematička disciplina datira od 1696., kada je Jacob Bernoulli postavio takozvani problem brahistohrone krivulje, to jest prostorne krivulje koja spaja dane dvije točke A i B, po kojoj bi se moralo gibati tijelo pod utjecajem gravitacije, bez početne brzine, da bi u najkraće vrijeme prevalilo put od A do B (cikloida). Jedan od daljnjih klasičnih problema računa varijacija određivanje je geodetskih krivulja na nekoj plohi, odnosno najkraćih spojnica dviju zadanih točaka na toj plohi (na primjer u ravnini su geodetske krivulje dijelovi pravaca, a na sferi su to lukovi glavnih kružnica). Problem računa varijacija često se može svesti na diferencijalnu jednadžbu; u takve se ubrajaju prije navedeni primjeri. Račun varijacija posebno je značajan u fizici, jer se mnogi zakoni fizike, a i osnovni fizikalni principi, iskazuju u varijacijskom obliku. Tako se na primjer u okviru klasične fizike svjetlost iz jedne točke u drugu širi onom putanjom koju prevaljuje u najkraćem vremenu (princip najmanjega djelovanja). Za razvoj računa varijacija posebno su bili značajni radovi Leonharda Eulera, Joseph-Louisa Lagrangea, Jean le Rond d'Alemberta, Carla Gustava Jacoba Jacobija, Karla Weierstrassa i Davida Hilberta.